# グローブ電池

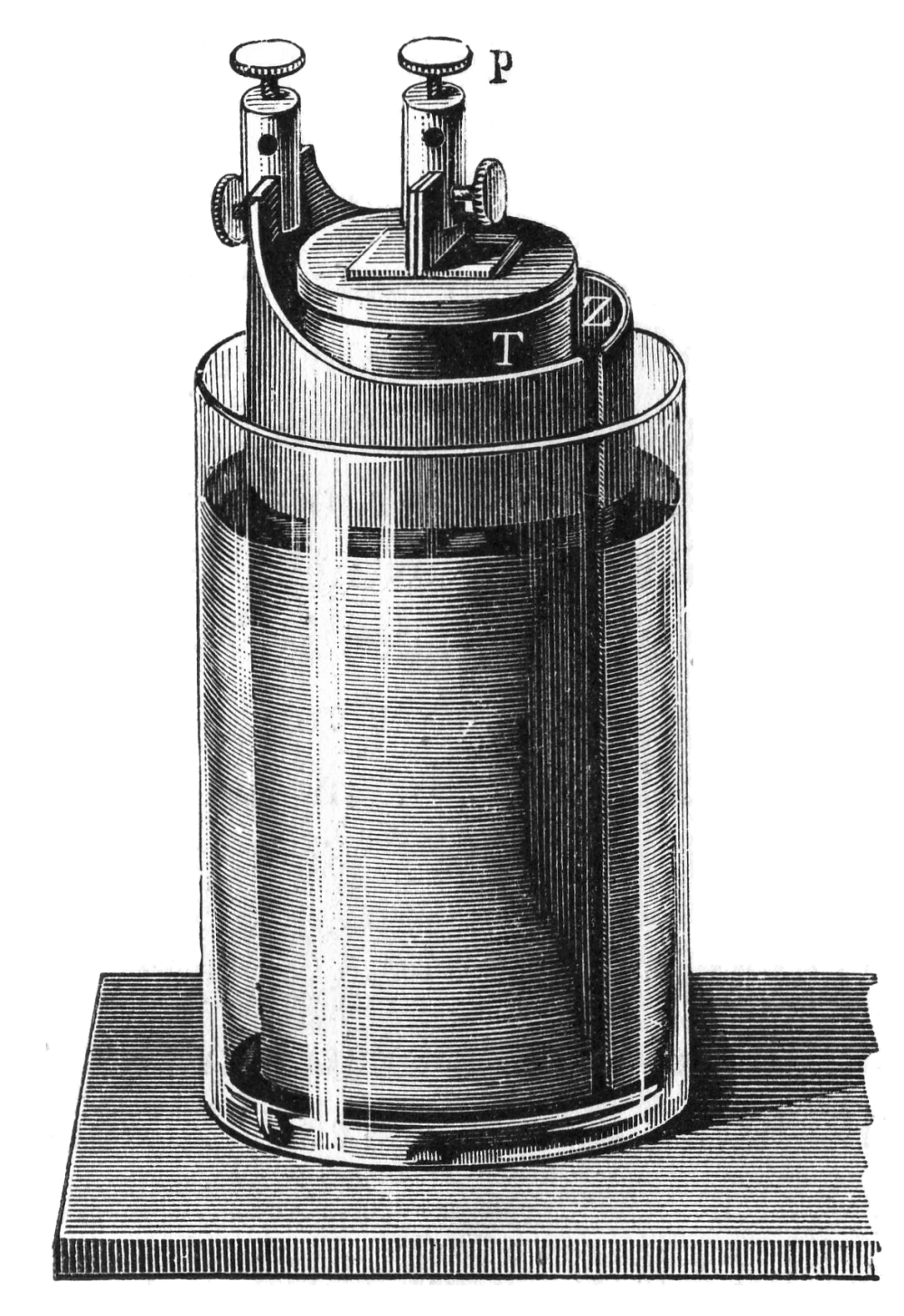
グローブ電池（1897年）

グローブ電池は初期の一次電池。その名は発明したウェールズの物理学者ウィリアム・ロバート・グローブにちなむ。正極に希硫酸中の亜鉛、負極に濃硝酸中の白金を用いており、2つはセラミックのポットで隔てられている。

## 詳細
約1.9Vの起電力を持ち、以下の反応により電圧を発生させる。
{\displaystyle {\ce {Zn + H2SO4 + 2HNO3 -> ZnSO4 + 2H2O + 2NO2(g)}}}

## 用途
グローブ電池よりも前に発明されていたダニエル電池よりも高い電流出力と高い電圧（ダニエル電池は1.1V）を出していたため、1840年代から1860年代までの初期のアメリカ電報システムにおいて良い電力源であった。

## 欠点
アメリカ南北戦争の時までに、電報の量は増えると、グローブ電池が有毒な二酸化窒素(NO2)を排出する傾向があることが徐々に判明し、電信が複雑になるにつれて、定電圧の必要性が重要になっていった。グローブ電池は放電するにつれて電圧が下がっていくため、この点で限られていた。結果的にグローブ電池はダニエル電池に取って代わられた。